# Rue Gracieuse
La rue Gracieuse est une voie située dans le quartier du Jardin-des-Plantes du 5e arrondissement de Paris.

## Situation et accès
La rue Gracieuse est desservie à proximité par la ligne 7 à la station Place Monge.

## Origine du nom
Cette rue tient son nom de Jean Gracieuse, ou Gratieuse, qui possédait une maison en ce lieu en 1243.

## Historique
Cette rue créée au XIIIe siècle prend le nom de « rue du Maure » et « rue du Noir » dans sa partie sud, au XVIe siècle, nom qu'elle conserve jusqu'en 1801 en raison d'une enseigne qui représentait une tête noire. Elle prend le nom de « rue Saint-Médard » dans sa partie nord en raison du voisinage de l'église Saint-Médard.
Il est cité sous le nom de « rue Gracieuse » dans un manuscrit de 1636.
Le 10 décembre 1877, par décret, elle reprend le nom de « rue Gracieuse » dans son intégralité.

## Bâtiments remarquables et lieux de mémoire
- La place Monge.
- No 21 : caserne Monge de la Garde républicaine.
- Une entrée du théâtre Mouffetard.
- Au no 10, les éditions Jean-Paul Gisserot.